# اور سور مر
اور سور مر (به فرانسوی: Aure sur Mer) یک کمون در فرانسه است که در بخش بیو واقع شده‌است. اور سور مر ۱۰٫۵۵ کیلومتر مربع مساحت دارد.